# Ateuchus bordoni
Ateuchus bordoni là một loài bọ cánh cứng trong họ Bọ hung (Scarabaeidae).